# هوانگ سوان وین
هوانگ سوان وین (ویتنامی: Hoàng Xuân Vinh؛ زادهٔ ۶ اکتبر ۱۹۷۴) یک تیرانداز اهل ویتنام است. از افتخارات او می‌توان دستیابی به دو مدال طلا و نقره در بازی‌های المپیک ۲۰۱۶ را نام برد.

## فعالیت حرفه‌ای
هوانگ در بازی‌های آسیای در سال‌های ۲۰۰۶ و ۲۰۱۴ به همراه تیم ویتنام دو مدال برنز به دست آورد. هم‌چنین در المپیک ۲۰۱۲ در فینال تپانچه ۵۰ متر چهارم شد.
در المپیک ۲۰۱۶، هوانگ توانست قهرمان رشتهٔ تپانچهٔ بادی ۱۰ متر شود و رکورد فینال المپیک را (به دلیل تغییر قوانین فدراسیون جهانی تیراندازی) با امتیاز ۲۰۲٫۵ به نام خود ثبت کند. هم‌چنین او در رشتهٔ تپانچهٔ ۵۰ متر به مدال نقره دست یافت.